# Mincerz

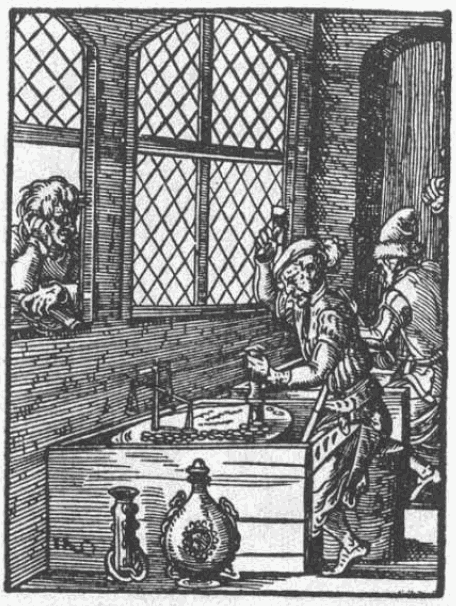
Mincerz przy pracy (niemiecki drzeworyt z XVI w.)

Mincerz, mincarz (niem. Münzer, łac. monetarius) – pracownik mennicy produkujący monety.
W średniowiecznej Polsce był urzędnikiem królewskim zajmującym się także kontrolą monety będącej w obiegu, jej wymianą, a także ściganiem i karaniem fałszerzy. Z upływem czasu mincerze tracili uprawnienia policyjno-sądowe, stając się jedynie rzemieślnikami od wytwarzania pieniądza bilonowego.